# 티시 예술대학

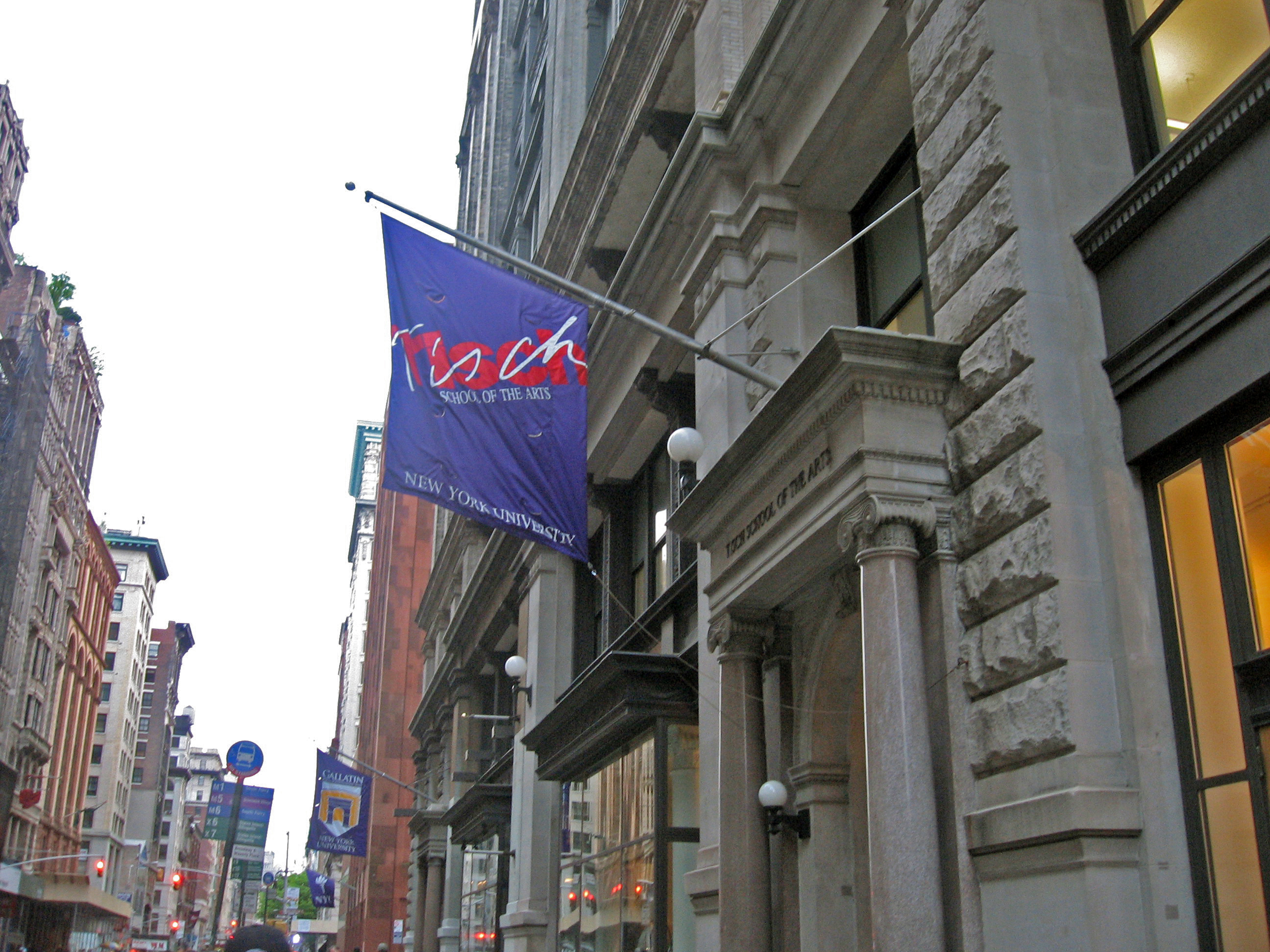

티시 예술대학(Tisch, TSOA; The Tisch School of the Arts)는 뉴욕 대학교 산하의 15개 대학중 하나이다. 티시 예술대학은 행위 예술과 미디어 아트 전문 교육 기관으로, 1965년 8월 17일 설립되었다.

## 같이 보기
- 분류:티시 예술대학 동문